# Veselko Koroman
Veselko Koroman (Radišići kod Ljubuškog, 7. travnja 1934. – Mostar, 7. siječnja 2025.) bio je hrvatski književnik i povjesničar književnosti iz BiH. Pisao je pjesme, romane, pripovijetke, eseje, putopisi, književnu kritiku i sastavlja antologije.

## Životopis
Veselko Koroman rođen je u Radišićima kod Ljubuškoga 1934. godine. Osnovnu školu završio je u obližnjem Ljubuškom, a srednju u Mostaru. Studirao je književnosti filozofiju u Sarajevu na Filozofskom fakultetu. 
Uređivao je časopis Život od 1969. do 1972., a od 1995. do 1998. mostarskog tromjesečnika za kulturu, književnosti društvovne teme Osvit, zrcalnoga medija Društva hrvatskih književnika Herceg-Bosne. Istom je listu bio na čelu uredničkog vijeća do 17. siječnja 2007.
Potpisnikom je Sarajevske deklaracije o hrvatskom jeziku od 28. siječnja 1971. godine.
Bio je dopisni član HAZU i član Društva hrvatskih književnika, Društvo hrvatskih književnika Herceg-Bosne, Udruženja književnika BiH, hrvatskog i bosanskohercegovačkog PEN-centra.
Na jubilarnoj 25. svehrvatskoj jezično-pjesničkoj smotri Croatia rediviva: Ča, Kaj, Što u Selcima na otoku Braču okrunjen je maslinovim vijencem 7. VIII. 2015. i tako je postao poeta oliveatus, s pločom od bračkoga mramora, na kojoj su urezani njegovi stihovi, podignutoj na Zidu od poezije središnjega mjesnoga trga. Ovjenčao ga je utemeljitelj dr. Drago Štambuk, a u jednoglasnoj odluci s njime sudjelovali su akademici i raniji ovjenčanici Luko Paljetak i Tonko Maroević.

## Pjesničke manifestacije
Sudjelovanja na značajnim pjesničkim manifestacijama:
- Croatia rediviva: Ča, Kaj, Što 2007. i 2015. (poeta oliveatus)

## Djela
(izbor)
- Crne naranče, zbirka pjesama, 1965.
- Pogled iz zrcala, kritike i eseji, 1974.
- Mihovil, roman, 1983.
- Dok vlada prah, zbirka pjesama, 1986.
- Potraga za cjelinom, eseji, kritike i putopisi, 1996.
- Razgovor o književnosti i ostalom , 1998.

Njegove pjesme su ušle u desetke antologija, a doživjele su i prijevode na svjetske jezike. Njegova djela je u njenoj antologiji Żywe źródła iz 1996. s hrvatskog na poljski prevela poljska književnica i prevoditeljica Łucja Danielewska.
Sastavio je antologije Hrvatska proza u BiH od Matije Divkovića do danas 1995. i Hrvatsko pjesništvo Bosne i Hercegovine od Lovre Šitovića do danas 1996.

## Nagrade i priznanja
- nagrada Udruženja književnika BiH za poeziju
- 1997.: Goranov vijenac
- 2005.: 1. nagrada za poeziju, za ciklus pjesama Jesam li na pravom mjestu
- 2015.: Maslinov vijenac (poeta oliveatus), jubilarna 25. jezično-pjesnička smotra Croatia rediviva ča-kaj-što, Selca na otoku Braču, 7. VIII. 2015.
- 2017.: Plaketa "Dobrojutro, more", s pjesničkih susreta u Podstrani.

## Vanjske poveznice
- Herceg-Bosna.org  Arhivirana inačica izvorne stranice od 22. kolovoza 2008. (Wayback Machine) Veselko Koroman
- (boš.) PEN Centar BiH  Arhivirana inačica izvorne stranice od 12. studenoga 2007. (Wayback Machine) Veselko Koroman